# Jacques Lucchesi
Pour les articles homonymes, voir Lucchesi.
Jacques Lucchesi est un écrivain, éditeur, journaliste et critique d'art français né le 23 septembre 1958 à Marseille .

## Parcours
Son œuvre, abondante et éclectique, comprend des poèmes, des nouvelles, des essais, du théâtre et des scénarios. Avec "Vieillesse et cinéma", il a également remporté un premier prix (ex aequo) dans un concours européen d'essais réservé aux moins de 30 ans et ouvert par l'institut turinois de journalisme "l'Occhielo" (1988). En 2006, il a créé les éditions associatives du Port d'Attache qui ont pour but de publier, à raison d'un à deux titres par an, de petits textes sans concession sur le monde.
Auteur de nombreuses critiques d'art dans différents périodiques régionaux et nationaux, certains de ses textes ont été traduits en plusieurs langues étrangères (Anglais, Russe, Espagnol, Arabe). En 2008, il a publié un dizain inédit d'Arthur Rimbaud dans la revue belge "Inédit nouveau".

## Œuvres
- Signes et gestes (poèmes, éditions Quinze-Dix, 1987)
- Le sexe clandestin (essai, éditions LPDA, 1987)
- Sirènes (poèmes, éditions Dada 64,1987)
- La Caverne des babas-cools (poèmes, Le Dépli Amoureux, 1989)
- Reflets d'un combat très lointain (poèmes, éditions Verso, 1989)
- La plume et le burin (entretiens avec le graveur Gérard Pons, Les Cahiers de Garlaban, 1993)
- Poèmes-portraits (éditions Patin et Coufin, 1995)
- Rue Saint-Denis (poèmes, éditions Les Cahiers de nuit, 1995)
- Carnaval et autres nouvelles (éditions Interventions à Haute Voix, 1998)
- Avez-vous lu le journal ? et autres nouvelles (nouvelles, éditions Clapas, 1999)
- Impressions florentines (tiré à part, éditions Clapas, 1999)
- Giordano Bruno (essai, en collaboration avec Oscar Carchidi, éditions Italia mia, 2000)
- Du monde et du changement : six lettres philosophiques (essai, éditions Clapas, 2000)
- Le Sentiment de la vieillesse dans l'œuvre poétique de Baudelaire, (essai, éditions Clapas, 2000) [2]
- Intérieurs (poèmes, éditions du Contentieux, 2000)
- Les Cités de l'esprit (contes philosophiques, éditions Clapas, 2001)
- L'Esthétique de Roger Caillois (essai, éditions les Deux-Siciles, 2001)
- Offres d'emploi (tiré à part, éditions Clapas, 2002)
- Cryptiques : fragments d'une langue métèque (poèmes plus dessins, éditions les Deux-Siciles, 2003)
- Contes loufoques (éditions du Contentieux, 2003)
- Homonymies (fictions, éditions Gros Textes, 2004)
- Il se passe quelque chose (poème, éditions Clapas, 2005)
- Contretemps (nouvelle d'anticipation, éditions Le Manuscrit, 2006)
- Les Hommes (essai, éditions Gros textes, 2007)
- Villes à venir (fictions, éditions du G.R.I.L, 2008)
- Bruno Catalano, sculpteur (éditions Bartoux, 2010)
- Selon Orwell (essai, The Book Edition, 2010)
- Dialogues avec la Shoshana (The Book Edition, 2011)
- Aux alentours du paradis (nouvelles, Edilivre, 2011)
- Les Monologues de l'Homme-Serpent (théâtre, Écritures Théâtrales du Grand Sud-Ouest, 2011)
- L'un de nous était de trop (nouvelles, Edilivre, 2012)
- Tout ce que la vie nous souffle (poèmes, les éditions du Contentieux, 2012)
- La fabrique de la féminité, et autres essais (Edilivre, 2013) [3]
- Bestiaire fantastique des voyageurs (ouvrage collectif sous la direction de Dominique Lanni, article "Le Bigfoot", éditions Arthaud, 2014)
- Emotions (catalogue des sculpteurs Mieke Heybroek et Ulysse Plaud, édition Le Livre d'Art, 2014)
- Une journée au Berghof, et autres saynètes (théâtre, Éditions Muse, 2015)
- Quirin Mayer, entre équilibre et harmonie (catalogue d'exposition, éditions Regards de Provence, 2017)
- Escales méditerranéennes (catalogue d'exposition, éditions Regards de Provence, 2017)
- Le désir d'être un autre (essai, éditions l'Harmattan, 2018)
- Mai 68 par celles et ceux qui l'ont vécu (ouvrage collectif, éditions de l'Atelier, 2018)
- Ténèbres d'août (nouvelle, éditions le Contentieux, 2019)
- Une journée de Monsieur Soleil (conte pour la jeunesse, éditions Plume Direct, 2019)
- Casimir le lapin (conte pour la jeunesse, éditions Plume Direct, 2019)
- Moi si j'étais le monde (monologue de catastrophisme joyeux, éditions Plume Direct, 2020)
- What a blast from the past (catalogue de l'exposition Skunkdog, galerie David Pluskwa, mars 2020)
- La vérité sort de la bouche des enfants (conte pour la jeunesse, éditions Plume Direct, 2020)
- Monstrueusement votre (nouvelle, éditions Le Contentieux, 2020)
- Unlimited (catalogue de l'exposition JonOne, galerie David Pluskwa, octobre 2020)
- L'adolescente, et autres nouvelles érotiques (éditions Douro, mars 2021)
- Ces animaux qui nous rendent bêtes (essai, éditions de Paris, avril 2021)
- Vues sur mer (magazine d'exposition, éditions musée Regards de Provence, automne 2022)
- Choses vécues (essai, Sinope éditions, décembre 2022)
- La démocratie, une belle idée en voie de disparition (essai, sous le pseudonyme de Jean-Luc Francezon, éditions du Port d'Attache, décembre 2023)
- Petites proses incorrectes (fictions courtes, éditions Complicités, été 2024)